# River Thaw
River Thaw är ett vattendrag i Storbritannien.   Det ligger i kommunen Vale of Glamorgan och riksdelen Wales, i den södra delen av landet, 230 km väster om huvudstaden London.